# Helena Dam á Neystabø
Helena Dam á Neystabø (Koppenhága, 1955. december 10.) feröeri politikus, a Javnaðarflokkurin tagja. 2008-tól 2011-ig óta kulturális miniszter volt Kaj Leo Johannesen első kormányában.

## Pályafutása
Tórshavnban érettségizett, majd 1975-től a Koppenhágai Egyetemen folytatta tanulmányait. 1975-ben szerzett diplomát danisztika és germanisztika szakon. Hazatérve az oktatásügyben folytatta pályafutását, és 1990-ben a Føroya Skúlabókagrunnur tankönyvkiadó vezetője lett.
Először 1990-ben választották be a Løgtingbe a Sjálvstýrisflokkurin színeiben. 1998 és 2001 között akkori pártja színeiben szociális és egészségügyi miniszter volt a feröeri kormányban. 2001-ben –  miután elvesztette a pártelnökségért folytatott csatát Sámal Petur í Grund ellen – a kilépett a pártból és átlépett a szociáldemokraták soraiba, ahol korábban nagyapja és apja is politizált. 2004-ben nem került be a parlamentbe, csak póttag volt.

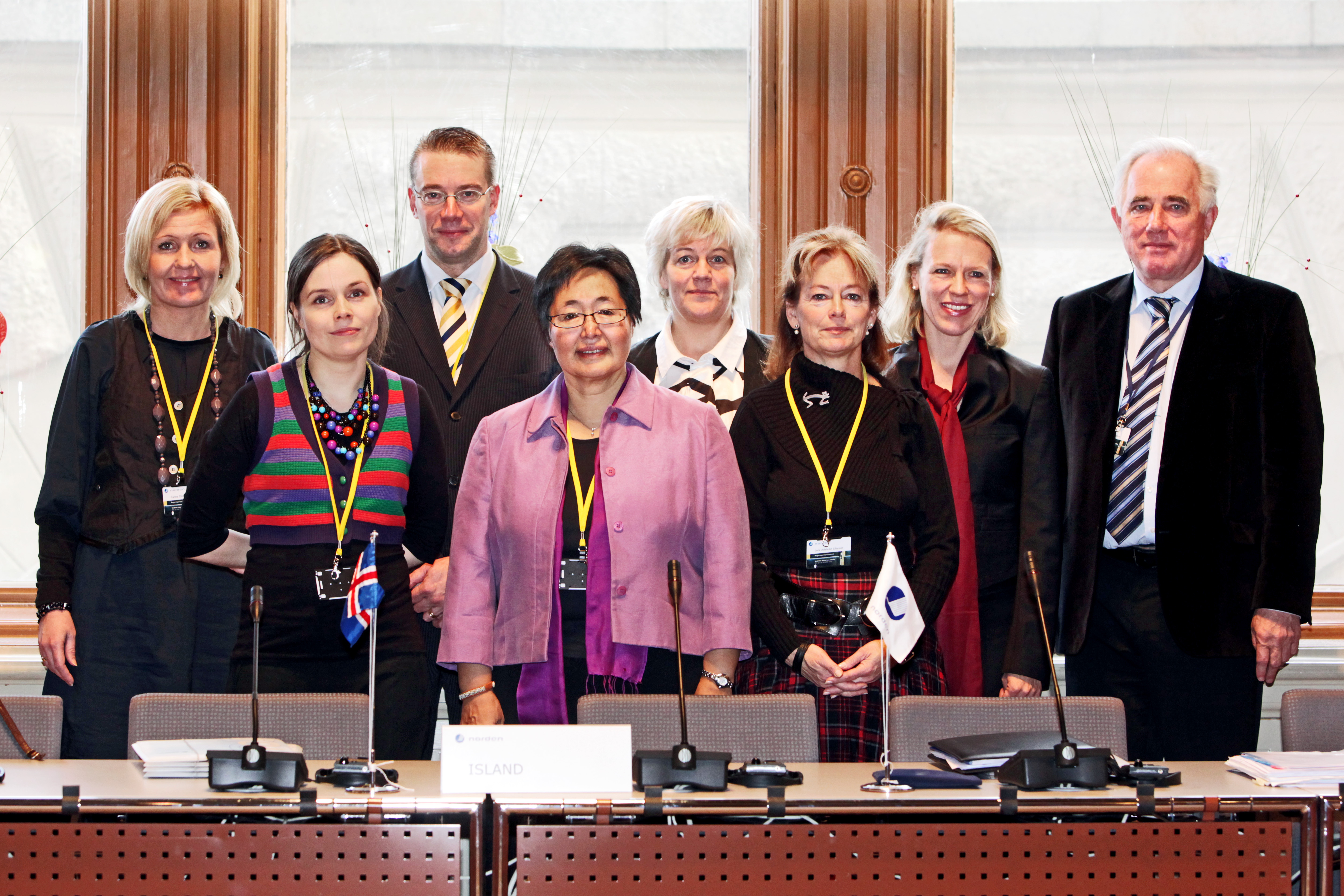
Kulturális miniszterek az Északi Tanács stockholmi ülésén

A 2008-as választásokon ismét képviselői mandátumot szerzett, majd megkapta az igazságügy-miniszteri posztot a második Eidesgaard-kormányban. A szeptemberi kormányválság után felállt első Kaj Leo Johannesen-kabinetben a kulturális tárca élére került; a posztot 2011. november 14-ig töltötte be.

## Magánélete
Szülei Atli Pætursson Dam egykori feröeri miniszterelnök és Ása Hátún szül. Jensen. Nagyapja, Peter Mohr Dam szintén miniszterelnök volt korábban. Szülei 9 éves korában elváltak, és 13 éves korában anyjával visszaköltözött Feröerre. Férje Kristian á Neystabø Haldarsvíkból. Három gyermekük van, Dánjal, Katrin és Ása.

## Fordítás
- Ez a szócikk részben vagy egészben a Helena Dam á Neystabø című német Wikipédia-szócikk ezen változatának fordításán alapul.  Az eredeti cikk szerkesztőit annak laptörténete sorolja fel. Ez a jelzés csupán a megfogalmazás eredetét és a szerzői jogokat jelzi, nem szolgál a cikkben szereplő információk forrásmegjelöléseként.